# Yipsi Moreno
Yipsi Moreno González (Camagüey, 19 novembre 1980) è una martellista cubana naturalizzata albanese, tre volte campionessa mondiale e campionessa olimpica della specialità a Pechino 2008 a seguito della squalifica per doping della bielorussa Aksana Mjan'kova.

## Record nazionali

### Seniores
- Lancio del martello: 76,62 m ( Zagabria, 9 settembre 2008) (Record nazionale cubano)
- Lancio del martello: 67,96 m ( Maribor, 25 giugno 2025) (Record nazionale albanese)

## Palmarès
| Anno | Manifestazione      | Sede           | Evento              | Risultato | Prestazione | Note                                     |
| ---- | ------------------- | -------------- | ------------------- | --------- | ----------- | ---------------------------------------- |
| 1998 | Mondiali juniores   | Annecy         | Lancio del martello | 4ª        | 59,85 m     |                                          |
| 1999 | Giochi panamericani | Winnipeg       | Lancio del martello | Argento   | 63,03 m     |                                          |
| 1999 | Mondiali            | Siviglia       | Lancio del martello | 18ª       | 58,68 m     |                                          |
| 2000 | Giochi olimpici     | Sydney         | Lancio del martello | 4ª        | 68,33 m     |                                          |
| 2001 | Mondiali            | Edmonton       | Lancio del martello | Oro       | 70,65 m     |                                          |
| 2001 | Universiadi         | Pechino        | Lancio del martello | Argento   | 68,39 m     |                                          |
| 2003 | Giochi panamericani | Santo Domingo  | Lancio del martello | Oro       | 74,25 m     | Miglior prestazione personale            |
| 2003 | Mondiali            | Saint-Denis    | Lancio del martello | Oro       | 73,33 m     |                                          |
| 2004 | Giochi olimpici     | Atene          | Lancio del martello | Argento   | 73,36 m     |                                          |
| 2005 | Mondiali            | Helsinki       | Lancio del martello | Oro       | 73,08 m     |                                          |
| 2006 | Giochi CAC          | Cartagena      | Lancio del martello | Oro       | 70,22 m     |                                          |
| 2007 | Giochi panamericani | Rio de Janeiro | Lancio del martello | Oro       | 75,20 m     | Miglior prestazione personale            |
| 2007 | Mondiali            | Osaka          | Lancio del martello | Argento   | 74,74 m     |                                          |
| 2008 | Giochi olimpici     | Pechino        | Lancio del martello | Oro       | 75,20 m     |                                          |
| 2011 | Mondiali            | Taegu          | Lancio del martello | 4ª        | 74,48 m     | Miglior prestazione personale stagionale |
| 2011 | Giochi panamericani | Guadalajara    | Lancio del martello | Oro       | 75,62 m     | Miglior prestazione personale            |
| 2012 | Giochi olimpici     | Londra         | Lancio del martello | 5ª        | 74,60 m     |                                          |
| 2013 | Mondiali            | Mosca          | Lancio del martello | 4ª        | 74,16 m     | Miglior prestazione personale stagionale |
| 2014 | Giochi CAC          | Veracruz       | Lancio del martello | Oro       | 71,35 m     | Record dei Giochi                        |